# 火の女神ジョンイ
『火の女神ジョンイ』（ひのめがみジョンイ、ハングル：불의 여신 정이）は、2013年7月1日から2013年10月22日までMBC月火ドラマで放送された韓国のテレビドラマ。全32話。

## 概要
時は16世紀後期の李氏朝鮮時代。朝鮮史上初の女性の宮廷陶工（沙器匠）となったユ・ジョンの、数々の苦難や自らの出生の秘密を乗り越えて沙器匠となり、日本に渡る決意をするまでの波瀾万丈な半生を、光海君との身分を超えたロマンスや文禄・慶長の役を交えて描く。
慶長の役の際に渡来し、九州で数百人もの陶工を指導し、" 有田焼の母 " とも称されるペク・パソン（百婆仙、1560年 - 1656年）をモデルとしている。

## あらすじ
時は16世紀後期、第14代国王・宣祖（チョン・ボソク）が統治する李氏朝鮮時代。沙器匠（サギジャン）のイ・ガンチョン（チョン・グァンリョル）とユ・ウルタム（イ・ジョンウォン）は王命により、陶磁器製造所である分院（プノン）の最高官職である郎庁（ナンチョン）の座を賭けた勝負をすることになる。2人が作った茶器はいずれも宣祖に気に入られたが、ガンチョンと仁嬪キム氏の罠によって無実の罪を着せられたウルタムは、分院から追放されてしまう。時を同じくして、沙器匠の助役ヨノク（チェ・ジナ）は女児を出産し、師匠であるウルタムに託したのちに亡くなってしまう。ウルタムはヨノクの願いを胸に、その子をジョンと名づけて自分の娘として育てることに決める。やがて、陶芸よりも弓や狩りに夢中のおてんば娘に育ったユ・ジョン（チン・ジヒ）はある日、山の中で光海君（ノ・ヨンハク）と出会い、生まれて初めての不思議な胸の高鳴りを感じる。そんな中、ジョンを育ててきたウルタムは分院に戻る機会を得るが、その先に待っていたのはガンチョンが放った刺客だった。突然の養父との死別を悲しむジョンは、ウルタムを侮辱するガンチョンの言葉を偶然聞き、自身が沙器匠となって養父の無念を晴らすことを決意する。しかし、どんなに腕があろうとも女性である以上、男性を差し置いてジョンが沙器匠への道を歩むのは容易ではなかった。5年後、男装してテピョンと名乗っていたジョン（ムン・グニョン）は、光海君（イ・サンユン）と思わぬ再会を果たす。

## 出演
ユ・ジョン（テピョン）
演 - ムン・グニョン / 少女期：チン・ジヒ
分院の工抄軍。
養父ウルタムの死の謎を突き止め、無実を証明するために朝鮮一の沙器匠になることを決意する。

光海（クァンへ）君
演 - イ・サンユン / 少年期：ノ・ヨンハク
宣祖の次男。のちの李氏朝鮮第15代国王。
キム・テド
演 - キム・ボム / 少年期：パク・コンテ
ユ・ジョンとシム・ファリョンの幼なじみ。
実の兄のようにジョンを守り続け、密かに想いを寄せている。

シム・ファリョン
演 - ソ・ヒョンジン / 少女期：キム・ジミン
シム・ジョンスの娘。ユ・ジョンとキム・テドの幼なじみ。
幼い頃からテドに片想いしている。

イ・ユクト
演 - パク・コニョン
分院の辺首（ピョンス）。イ・ガンチョンの息子。

宣祖（ソンジョ）
演 - チョン・ボソク
李氏朝鮮第14代国王。

イ・ガンチョン
演 - チョン・グァンリョル
分院の郎庁。イ・ユクトの父。

ムン・サスン
演 - ピョン・ヒボン
ユ・ウルタムとユ・ジョンの陶芸の師匠。分院の元郎庁。

ユ・ウルタム
演 - イ・ジョンウォン
ユ・ジョンの養父。
ガンチョンの策略によって無念の死を遂げる。

仁嬪（インビン）キム氏
演 - ハン・ゴウン
宣祖の側室。信城君の母。

臨海（イメ）君
演 - イ・グァンス / 少年期：イ・インソン
宣祖の長男。光海君の兄。

信城（シンソン）君
演 - チョン・セイン
宣祖と仁嬪キム氏の息子。

イ・ピョンイク
演 - チャン・グァン
吏曹判書。
宮中の権力を握っている。

シム・ジョンス
演 - ソン・ジル
分院の破器匠。シム・ファリョンの父。
ジョンの養父であるウルタムとは友人だった。
ソン行首
演 - ソン・オクスク
行首（ヘンス）。
商団を率いる凄腕の持ち主。のちにファリョンの師匠になる。

豊臣秀吉
演 - アン・ソックァン

ケンゾウ
演 - ユン・ソヒョン

## スタッフ
- 脚本：クォン・スンギュ
- 演出：パク・ソンス
- © MBC 2013 All Rights Reserved.

### 日本語版スタッフ
- 字幕翻訳：崔樹連、増永泰子
- 吹替翻訳：呉貞烈、江波智子
- 演出：岩田敦彦
- 録音・調整：ピーズスタジオ
- 日本語版制作：クープ

## 韓国国外での放送
日本
日本では、2015年5月27日から2015年7月22日までBSフジで毎週月曜日から金曜日の15:00 - 15:58に日本語吹替版が放送された（BSフジでの放送は全46回）。吹き替えを担当した声優は以下の通り。
- ユ・ジョン / テピョン：ムン・グニョン（吹替：川庄美雪）
- 光海（クァンへ）君：イ・サンユン（吹替：中川慶一）
- キム・テド：キム・ボム（吹替：遠藤純平）
- シム・ファリョン：ソ・ヒョンジン（吹替：竹内絢子）
- イ・ユクト：パク・コニョン（吹替：竹内栄治）
- 宣祖（ソンジョ）：チョン・ボソク（吹替：永田昌康）
- イ・ガンチョン：チョン・グァンリョル（吹替：青山勝）
- ユ・ウルタム：イ・ジョンウォン（吹替：櫻井トオル）
- イ・ピョンイク：チャン・グァン（吹替：烏丸祐一）
- シム・ジョンス：ソン・ジル（吹替：佐々健太）

※ BSフジのサイトより。